# 媽媽和爸爸 (電影)
《媽媽和爸爸》（英語：Mom and Dad），在英國稱為《家庭故事》（英語：The Family Story）是1945年長篇電影，由威廉·博汀執導，並主要由剝削電影製作人和主持人克羅格·巴布製作。《媽媽和爸爸》被認為是「性衛生」類型中最成功的電影。雖然電影面對眾多法律上的挑戰，並受到國民軍團譴責，但依舊成為1940年代最高票房的電影之一。
這部電影被視為剝削電影，因為它將具有爭議性的内容重新包裝，並旨在建立其教育價值，而這一做法可能巧妙繞過了美國審查制度。巴布在電影營銷中融入了走江湖賣膏藥的技術，以及獨特的宣傳來建立觀眾群。這為他後來的作品形成了一個範本，同時也為當代電影人為之效仿。2005年，電影以具有「文化、歷史和美感的價值意義」被美國國會圖書館挑選保存在國家影片登記表之中。《媽媽和爸爸》于2010年被學院電影資料館保存。

## 劇情
《媽媽和爸爸》講述了年輕女孩瓊·布萊克（Joan Blake）愛上了飛行員傑克·格里芬（Jack Griffin）的故事。在與格里芬甜言蜜語後，她與他發生了性關係。女孩請求她母親莎拉·布萊克（Sarah Blake）給其一本「衛生書」，然而母親以女孩還未結婚為由而拒絕請求。女孩之後從父親丹·布萊克（Dan Blake）得知飛行員在一場事故中死亡。她將寫給格里芬的信給撕掉了，並在電影幕間休息之前她低下了頭。
電影以女孩發現衣服不再適合，陷入絕望狀態時再次開始。她接受了她老師卡爾·布萊克本的建議，該老師之前因教性教育而遭到學校解雇。布萊克本將問題歸咎於女孩母親，並指責她「忽視了告訴孩子真相的神聖責任」。只有女孩才能直面對抗她的母親。
電影隨後以捲軸和示意圖的方式展示了女性人體解剖構造的圖片及生孩子的片段 —— 一個為自然分娩，另一個為剖腹產。在一些放映中，第二部電影與《媽媽和爸爸》共同播放，並包含了關於梅毒和性病的圖片。《媽媽和爸爸》被猜測有多個結局，儘管最典型的結局是女孩的孩子出生，但是有些結局為胎死腹中，而有些則為領養。

### 脚注
1. ↑  Schaefer，第199頁.
2. 1 2 3
3. ↑  Internet Movie Database.
4. ↑  AllMovie.
5. ↑  . Academy Film Archive.   [2018-04-29]. （原始内容存档于2018-04-29）.
6. 1 2
7. ↑  Schaefer，第200頁.